# 코라오그룹
코라오그룹은 한국계 라오스의 기업이다.

## 연혁
- 1997년 4월 1일 KOLAO Automotive Industry 설립
- 1999년 사바나켓 공장인수
- 2002년 코라오팜 설립 , I-TECH건설 설립
- 2003년 오토바이 사업 시작
- 2005년 떼송 쇼룸 건립/ 오픈
- 2007년 Glovia 설립
- 2008년 코라오 에너지 설립
- 2009년 인도차이나뱅크 설립, 전자매장 K-Plaza 설립
- 2010년 락십시 골프장 인수 , 코라오 홀딩스 KRX 상장
- 2011년 자동차 종합 전시장, 코라오 오토시티 완공
- 2014년 S&T모터스 M&A(現 KR모터스)
- 2018년 코라오홀딩스에서 LVMC 홀딩스로 상호변경(그룹명은 코라오그룹으로 유지)

## 그룹소개
- 라오스의 수도 비엔티안에서 자동차 조립,판매사업을 시작으로 바이오에너지,전자유통,건설,금융,레저 등 8개 분야에서 폭넓은 사업을 영위.
- KOLAO는 1999년 라오스 공업도시인 사바나켓에서 공장을 인수하여 자동차 조립라인을 갖춤.
- 2002년 라오스 최초로 애프터서비스 센터를 열어 고객만족을 위한 경영 실현.
- 2003년에 독자적인 브랜드로 오토바이 생산 개시.현재 전국 280여개의 딜러망과 프랜차이즈를 갖춤.
- 2007년 Biodiesel 원료인 Jatropha 경작으로 바이오에너지 사업 진출
- 2008년 다국적 multi-brand 전자제품 양판점인 ‘K-Plaza’오픈하여 전자제품 판매 및 제품에 관한 각종 서비스 제공
- 2008년 말 인도차이나 뱅크로 금융산업 진출하여 다양한 금융상품과 차별화된 고객 서비스 제공
- 라오스 지역 외 한국, 중국, 캄보디아, 베트남, 홍콩에 지사 설립
- 1997년 설립된 이래 라오스 최대 민간기업으로 성장
- 라오스 대학생에게 “가장 일하고 싶은 직장”으로 선정
- KOLAO Holdings 한상기업 유가증권 시장 상장 (2010년)

## 계열사 현황
- KDC

자동차 , 오토바이, 조립, 생산판매를 하고 있으며 뛰어난 성능과 우수한 제품 디자인을 통해 높은 신뢰성을 확보하고 있음
1997년 KDC 사업전 라오스에는 대한민국 차량이 5대에 불과하였으나 현재 KDC를 통해 공급되는 대한민국 차량이 시장의 40% 이상 점유
- Indochina Bank

2008년 설립된 인도차이나 은행은 선진 금융기법을 활용한 다양한 복합금융서비스를 제공하기 위해
라오스 비엔티안에 설립된 한국계 종합금융은행임
- K-Plaza

전자 유통사업 분야인 K-Plaza는 글로벌 브랜드를 중심으로 한 라오스 최대 전자제품 양판점임
대형 쇼핑몰에 밀린 태국의 가전제품 중소 판매상들이 라오스로 건너와 소규모로 판매하는데 그치던 전자제품 시장에서
K-Plaza는 최신 전자제품을 믿고 구입할 수 있는 마켓을 마련했으며, 철저한 애프터 서비스로 고객과의 신뢰도를
높이고 있음
- Farm& Energy

라오스를 중심으로 바이오디젤 원료인 자트로파에 재배를 인도차이나 반도로 확대함으로써 바이오 디젤의 세계 시장을 선도하고자함
- I-Tech

라오스 건축 업계를 선두하는 아이텍은 라오스 최초로 철골구조 공법을 사용하여 코라오 본사 건물인 Capital Tower를 완성함
- Glovia

현재 코라오 그룹의 모든 물류 서비스를 제공하고 있으며, 이를 근간으로 하여 라오스 내에서 가장 선진화된 물류회사로의 도약이 목표임
또한 향 후 인도차이나 반도로의 물류사업 진출을 위하여 태국에도 법인이 설립되어 있음
- Resort

지난 2009년 정부소유 골프장을 인수해 KOLAO가 직접 리모델링한 LAO Country club을 개장하자마자 라오스를 대표하는 명문 골프장으로 자리잡아, 라오스 최고의 레저문화 공간으로 나아갈 것임.

## 같이 보기
- KR모터스

## 관련 기사
- 분기별 최대실적 달성[깨진 링크(과거 내용 찾기)]
- 코라오회장 창업기업인상
- 글로벌성공시대 나온다[깨진 링크(과거 내용 찾기)]
- 2020년 매출2조 기업 성장한다